# Bernie Ecclestone
Bernard Charles "Bernie" Ecclestone (født 28. oktober 1930 i Bungay, Suffolk) er en britisk milliardær og erhvervsmand, der indtil januar 2017 var præsident og administrerende direktør for Formula One Group, der administrerer Formel 1-serien og kontrollerer de kommercielle rettigheder knyttet til Formel 1. Ecclestone har en ejerandel af Formula One Group, hvis hovedaktionær er amerikanske Liberty Media. Foruden sine aktiviteter indenfor motorsport er han medejer af fodboldklubben Queens Park Rangers.
Ecclestone deltog i både Monacos Grand Prix og Storbritanniens Grand Prix i 1958, men kom aldrig til start. Han blev i stedet manager for Stuart Lewis-Evans og Jochen Rindt. I 1958 købte han Brabham-teamet, som han drev i 15 år. Han blev som teamejer medlem af Formula One Constructors Association (FOCA). I løbet af 1970'erne fik han forhandlet gode tv-aftaler på plads.
Han fik en vigtig rolle i 1980'ernes konflikt mellem FIA og FOCA, hvor han repræsenterede de britiske F1-hold. Han solgte i 1999 75 pct. af rettighederne til Formel 1 til Kirsch Gruppe, der dog senere gik konkurs. Ecclestone havde efterfølgende held med at genvinde rettighederne. Af tidsskriftet F1 Racing blev han i 2003 udpeget til at være den vigtigste person indenfor Formel 1.
Ifølge Sunday Times Rich List 2009 er Ecclestone den 24. rigeste person i Storbritannien. Hans formue anslås til at andrage 1,46 mia. britiske pund.